# تاریخ روابط ایران و گرجستان
ایران و گرجستان، در برهه‌هایی از تاریخ خصوصاً دوران برقراری حکومت سلسلهٔ صفویه ارتباطات تنگاتنگ و گسترده‌ای با یکدیگر داشتند، که مطالعهٔ تاریخ یکی از این دو کشور بدون مطالعهٔ تاریخ دیگری مطالعه‌ای ناقص محسوب می‌شود.

## مقدمه
گرجستان، در طول تاریخ پرفراز و نشیب خود در بسیاری از دوره‌ها با عدم انطباق جغرافیای سیاسی و جغرافیای طبیعی مواجه بوده‌است. این عدم انطباق ناشی از به وجود آمدن دوران‌های فترت در گرجستان، به دلیل ضعف دولت مرکزی و ملوک الطوایفی شدن آن و تشکیل دول مقتدر در جوار گرجستان می‌باشد که به بهای سنگینی برای این سرزمین خاتمه یافت.
سخت کوشی‌های گرجی‌ها که زبانزد یونانیان باستان بود منجر به آبادانی گرجستان گردید، اما این آبادانی برای گرجستان شگون نداشت، چرا که جهانگشایان بزرگ با شنیدن آوازهٔ آبادانی و رونق آن آرزوی فتح گرجستان را می‌نمودند، و چون با مقاومت گرجی‌ها رو به رو می‌شدند با کینه و خشمی مضاعف به قتل و غارت و ویرانی سرزمینشان می‌پرداختند. و

## دوران باستان
گرجستان به لحاظ موقعیت عالی و حساس جغرافیایی از قدیم‌ترین ایام در معرض تاخت و تاز و عدوان و مهاجمان بوده‌است. دولت‌های باستانی ایران، روم و بیزانس به تلاش‌های بزرگی جهت کسب نفوذ فراوان یا تسخیر گرجستان دست زدند و سال‌ها بر سر این مسئله به مناقشه و منازعه پرداختند، با این حال گرجستان در دوران باستان نقش حساسی را ایفا می‌نمود.
در دوران باستان، گرچه گرجستان شدیداً تحت تأثیر و نفوذ ایران، بیزانس و روم بود، اما اقتدار و استحکام آن مانع از دست اندازی و حملات دول مقتدر و همجوار می‌شد و گرجی‌ها نیز به تلاش فراوانی جهت کاستن از نفوذ و تسلط بیگانگان و اخراج آنان دست می‌زدند. و

## پس از ظهور اسلام
با ظهور اسلام در میانهٔ قرن هفتم میلادی و شروع جهانگشایی اعراب به دلیل گسترش اسلام، گرجستان نیز از حملات اعراب در امان نماند، اعراب با حضور دراز مدت خود، خسارات و لطمات فراوانی به گرجستان وارد ساختند. با کاسته شدن از نفوذ خلفای عباسی در قفقاز و ظهور ترکان سلجوقی وضعیت گرجستان به سبب تجاوز ترکان و فتوحات بزرگ آن‌ها وخیم شد. ترکان سلجوقی اراضی گرجستان را به مرتع تبدیل می‌کردند و بدین ترتیب پایه اقتصاد فئودالی را متزلزل ساختند.
شاه داویت چهارم که نوجوانی شانزده ساله بود با کفایت و لیاقت بی نظیری به اصلاحات و اقدامات عظیمی جهت اعتلای گرجستان و اخراج بیگانگان دست زد. وی سلاجقه را از گرجستان اخراج نمود و فرهنگ و تمدن گرجستان را ترقی داد. در زمان ملکه تامار، گرجستان به دورهٔ ترقی فرهنگ و تمدن خود رسید، در قرن سیزدهم میلادی اقدامات داویت چهارم و ملکه تامار به گل نشست و موجد عصر طلایی گرجستان شد.
با شروع حملات ویرانگرانهٔ مغولان، گرجستان نیز از این بلیه در امان نماند، اما قبل از حملهٔ وحشیانهٔ مغول‌ها، جلال الدین خوارزمشاه که از دست مغولان می‌گریخت تراژدی غمناک تری از آنچه مغولان در ایران آفریدند، خلق کرد و به دنبال او نیز مغولان گرجستان را تالان کردند. گرجی‌ها به تلاش عظیمی جهت اخراج مغولان دست زدند و بعد از اخراج مغولان شروع به اقداماتی جهت توسعه فرهنگ و تمدن و تجدید خاطرهٔ دوران طلایی دست گشادند، اما به زودی دفتر این ایام با حملات جهانگشایی هراس‌انگیز بسته شد. تیمور لنگ هشت بار به گرجستان تاخت و همه جا را ویران ساخت و گرجستان دوباره به تباهی افتاد.
بعد از حملات ویرانگر تیمور لنگ، تاخت و تاز عثمانیان که کمتر از قتل و غارت‌های مغولان و تیموریان نبود، آغاز شد. در آستانه ورود از قرن پانزدهم به شانزدهم، گرجستان به شدت تجزیه و به واحدهای سیاسی جداگانه و شاهزاده نشین‌هایی تقسیم شد. همراه با افول اقتدار دولت مرکزی در گرجستان، دول مجاور آن به سرعت در حال پیمودن پله‌های ترقی بودند.
سیاست همسایگان گرجستان مبتنی بر توسعه ارضی بود. بدین ترتیب سه نیروی خرد کننده و متزاید ایران، عثمانی و روس از سه جهت گرجستان را درگیر کلاف سردرگم و پیچیده‌ای از مناسبات و مخاصمات خود نمودند. و

## دوران صفویه

مرز ایران و روسیهٔ تزاری پیش از پیمان نامهٔ گلستان

شاه اسماعیل اول صفوی بنیادگذار دولت صفوی از همان اوان سلطنت و جوانی بنای حمله به گرجستان را گذارد. قبل از او شیخ جنید و شیخ حیدر که اجدادش بودند نیز بارها به دلیل گسترش اسلام به سرزمین چرکس‌ها حمله کرده، و جان خود را نیز بر سر همین مسئله باخته بودند، رسیدن به سرزمین چرکس‌ها، لازمه اش گذر از گرجستان بود پس آن‌ها نیز در گرجستان تاخت و تاز نمودند. بعد از شاه اسماعیل، اخلاف وی - کسانی که از قانون برادرکشی در امان می‌ماندند گاه نیمی از عمر خود را در حرمسرا می‌گذراندند و آنگاه که دست تقدیر آن‌ها را بر اریکهٔ قدرت می‌نشاند تنها سیل خون بود که می‌توانست عقده‌های فروخفته‌شان را ارضا کند - در طی دو قرن غمناک‌ترین پرده‌های تراژدی تاریخ گرجستان را به نمایش گذاشتند.
اسکندربیک ترکمان - مورخ مخصوص شاه عباس اول - در تاریخ خود به تواتر از قتل و غارت گرجستان و ویرانی آن به دست صفویان سخن رانده‌است، او بارها گفته‌است: بعد از حملات شاه عباس دیگر بویی از آبادانی در گرجستان به مشام نمی‌رسید و قزلباشان بر هیچ متنفسی ابقا نکردند، چنان‌که بعید است تا کنون چنین وقایعی بر این مردم رفته باشد.
حملات صفویان به گرجستان دو نتیجه مهم داشت، ابتدا قتل و کشتار عدهٔ زیادی از مردم گرجستان خصوصاً در کاختی و ویرانی کاختی و کارتلی، و دوم کوچاندن جمع کثیری از گرجی‌ها به ایران با اکراه و اجبار.
شاه طهماسب طی حملات خود به گرجستان بیش از سی هزار گرجی را به ایران وارد ساخت، گرجی‌ها در ایران به سرعت مدارج ترقی را پیمودند، چنان‌که در اواخر پادشاهی شاه طهماسب، طبقه‌ای ذی‌نفوذ و قدرتمند را در دربار صفوی تشکیل می‌دادند، آن‌ها به تلاش وسیع اما ناموفقی جهت بر تخت نشاندن شاهزاده‌ای گرجی دست زدند.
شاه عباس اول که در دوران اقتدار و مهار گسیختگی امرای قزلباش و به دست آن‌ها بر تخت نشست تصمیم گرفت از قدرت امرای قزلباش کاسته، آن‌ها را مهار نماید. بدین ترتیب وی در مقابل دو نیروی ترک و تاجیک نیروی سومی را سازماندهی نمود. نیروی سوم معروف وی را قفقازی‌ها و در راس آن‌ها گرجی‌ها تشکیل می‌دادند. گرجی‌ها به سرعت به بالاترین مقامات و مناصب لشکری و کشوری ارتقا یافتند. در منابع و مآخذ دست اول دوره صفویه به اسامی فراوان و متعدد امرا، حکام و سرداران گرجی برمی‌خوریم که در تشکیلات لشکری و کشوری صفویان، در صدر امور بوده‌اند. چنان‌که اولین سپهسالار شاه عباس، الله وردی خان اوندیلادزه بود، که پیش از رسیدن بدین مقام به سرعت پله‌های ترقی را با صداقت و لیاقت خود پیموده بود.
شاه عباس علاوه بر سازماندهی گرجی‌هایی که در زمان جدش وارد شده بودند خود در طی حملات متعدد و سنگین خود به گرجستان بیش از دویست هزار گرجی را به ایران کوچاند، این دسته از گرجی‌ها، علاوه بر ایفای نقش در تشکیلات لشکری و کشوری در شکوفایی اقتصاد دولت صفوی نقش به سزایی داشتند.
گرجی‌هایی که در طی حملات شاه عباس اول به ایران وارد شدند در نواحی مختلفی چون: اصفهان، فارس و مازندران سکنی گزیدند. از نوشته‌های سیاحان اروپایی و مورخین ایرانی چنین بر می‌آید که زمان و نحوهٔ تغییر دین گرجی‌ها که ابتدا همگی مسیحی بودند متفاوت بوده‌است، اما به صورت کلی تر چنین می‌توان گفت: دسته‌ای که به تشکیلات لشکری و کشوری دولت صفوی وارد می‌شدند باید تغییر دین می‌دادند، گرچه اکثراً این تغییر دین ظاهری بود، اما اکثر کسانی که در نقاط مختلف ایران سکونت گزیدند در تغییر دین اکراه و اجباری نداشتند، اگرچه به مرور همگی به دین اسلام و مذهب شیعه درآمدند. و

## بعد از انقراض سلسلهٔ صفویه
بعد از صفویان، نادر - آخرین جهانگشای بزرگ شرق - به گرجستان تاخت و بسیاری از مردم آنجا را با اکراه و اجبار به زادگاه خود خراسان کوچاند.
آخرین پردهٔ تراژدی تاریخ گرجستان را آغامحمدخان اجرا کرد. آغامحمدخان بعد از اینکه در کرمان هزاران چشم را از حدقه درآورد، در تفلیس - در حالی که گرجی‌ها تسلیم شده به استقبالش آمدند - چنان کرد که قلبی که از شنیدن اعمالش نرنجد و چشمی که اشک نریزد، مصداق شعر معروف سعدی خواهد بود که گفت:
تو کز محنت دیگران بی غمی نشاید که نامت نهند آدمی
اعمال آغامحمدخان در گرجستان چنان بود که در دل آن مردم کوچکترین علاقه و پیوستگی نسبت به ایران باقی نگذارد.
گرجی‌ها که قبل از تشکیل دولت صفوی در ایران درصدد ایجاد روابط و اتحاد با روسیه بودند بعد از متحمل شدن حملات سنگین صفویان و آغامحمدخان قاجار که منادی اسلام بودند، از روسیه خواستند که تحت حمایتش باشند، در سال ۱۷۸۳ م طبق معاهدهٔ گئورگیوسک گرجستان تحت حمایت روس شده و در سال ۱۸۰۱ م روسیه، گرجستان را به عنوان یکی از فرمانداری‌های خود اعلام نمود و رژیم تزاری در گرجستان برقرار شد. و

## دوران معاصر
ایران و روسیه بعد از این امر به دو دوره جنگ‌های خونین دست زدند، اما دیگر زمان اسب و شمشیر سپری شده بود، و ایرانیان که شدیداً از لحاظ تکنیک و فنون نظامی عقب مانده بودند به دو معاهده با شرایط سنگین و ننگین تن دادند.
بعد از انقلاب اکتبر ۱۹۱۷ م روسیه، در گرجستان جمهوری دموکراتیک اعلام شد، اما ارتش سرخ در سال ۱۹۲۱ م آن را نقض کرد و تا سال ۱۹۹۰ - سال فروپاشی اتحاد جمهوری‌های شوروی - این کشور جزو جمهوری‌های سوسیالیستی شوروی بود. بعد از فروپاشی اتحاد جمهوری‌های شوروی در گرجستان جمهوری مستقل دموکراتیک تشکیل شد و اکنون گرجستان بعد از قرن‌ها تلاش و مبارزه با تسلط بیگانگان سرافرازانه برای اعتلای فرهنگ و تمدن خود و تجدید عصر طلایی می‌کوشد. و